# ロマン・ドリーゼ
ロマン・ドリーゼ（グルジア語: რომან დოლიძე、英語: Roman Dolidze、1988年7月15日 - ）は、ジョージアの男性総合格闘家。バトゥミ出身。エクストリーム・クートゥア所属。UFC世界ミドル級ランキング12位。

## 来歴
青年期はサッカーを経験し、最後の3年間はトルコでプロのゴールキーパーとして活躍した。20歳の時に船舶工学を学ぶためにウクライナへ留学し、そこでサンボ、ブラジリアン柔術、グラップリングのトレーニングを始めた。
2016年、プロ総合格闘技デビュー。ウクライナでの試合を中心に6勝0敗の戦績を残した。

### UFC
2019年8月23日、米国アンチドーピング機関（USADA）が、2019年3月12日に実施した競技外抜き打ち検査で、ドリーゼからクロミフェンとその代謝物M1およびM2、デヒドロクロロメチルテストステロン（DHCMT）の長期代謝物である4-クロロ-18-ノル-17β-ヒドロキシメチルおよび17α-メチル-5α-アンドロスト-13-エン-3α-オール（M3）の陽性反応が検出されたが、USADAは、ドリーゼがUFCアンチ・ドーピング・プログラムに参加する前に、禁止薬物使用の詳細な証拠を直ちに名乗り出てUSADAの調査に協力し続けたとして、出場停止の期間を短縮し、ドリーゼに1年間の出場停止処分を科した。
2020年7月18日、UFC初出場となったUFC Fight Night: Figueiredo vs. Benavidez 2でカディ・イブラギモフと対戦し、左ハイキックでダウンを奪いパウンドで1RTKO勝ち。
2021年3月20日、UFC on ESPN: Brunson vs. Hollandでトレヴィン・ジャイルズと対戦し、0-3の判定負け。キャリア初黒星を喫した。
2022年6月18日、UFC on ESPN: Kattar vs. Emmettでカイル・ドーカスと対戦し、左膝蹴りでダウンを奪いパウンドで1RKO勝ち。パフォーマンス・オブ・ザ・ナイトを受賞した。
2022年10月29日、UFC Fight Night: Kattar vs. Allenでフィル・ハウズと対戦し、スタンドパンチ連打で1RKO勝ち。2試合連続のパフォーマンス・オブ・ザ・ナイトを受賞した。
2022年12月20日、UFC on ESPN: Thompson vs. Hollandでミドル級ランキング8位のジャック・ハーマンソンと対戦し、カーフスライサーの体勢からパウンドで2RTKO勝ち。3試合連続のパフォーマンス・オブ・ザ・ナイトを受賞した。
2023年3月18日、UFC 286でミドル級ランキング4位のマーヴィン・ヴェットーリと対戦し、0-3の判定負け。
2024年2月3日、UFC Fight Night: Dolidze vs. Imavovでミドル級ランキング11位のナッソーディン・イマボフと対戦。4Rにイマボフが反則である手をついた相手の顔面にキックを放ち1ポイント減点されたものの、0-2の5R判定負け。
2024年6月29日、ライトヘビー級復帰戦となったUFC 303でライトヘビー級ランキング10位のアンソニー・スミスと対戦し、3-0の判定勝ち。
2024年10月5日、ミドル級復帰戦となったUFC 307でケビン・ホランドと対戦。ホランドがグラウンドのボトムポジションで反転した際に肋骨を負傷し、1R終了時にコーナーストップでTKO勝ち。
2025年3月15日、UFC Fight Night: Vettori vs. Dolidze 2でミドル級ランキング8位のマーヴィン・ヴェットーリと再戦し、3-0の5R判定勝ち。リベンジに成功した。

## 戦績
| 総合格闘技 戦績 | 総合格闘技 戦績 | 総合格闘技 戦績 | 総合格闘技 戦績 | 総合格闘技 戦績 | 総合格闘技 戦績 | 総合格闘技 戦績 |
| --------------- | --------------- | --------------- | --------------- | --------------- | --------------- | --------------- |
| 19 試合         | (T)KO           | 一本            | 判定            | その他          | 引き分け        | 無効試合        |
| 15 勝           | 8               | 3               | 4               | 0               | 0               | 0               |
| 4 敗            | 0               | 1               | 3               | 0               | 0               | 0               |

| 勝敗 | 対戦相手                 | 試合結果                                    | 大会名                                       | 開催年月日     |
| ×    | アンソニー・ヘルナンデス | 4R 2:45 リアネイキドチョーク                | UFC on ESPN 72: Dolidze vs. Hernandez        | 2025年8月9日   |
| ○    | マーヴィン・ヴェットーリ | 5分5R終了 判定3-0                           | UFC Fight Night: Vettori vs. Dolidze 2       | 2025年3月15日  |
| ○    | ケビン・ホランド         | 1R 5:00 TKO（コーナーストップ）             | UFC 307: Pereira vs. Rountree                | 2024年10月5日  |
| ○    | アンソニー・スミス       | 5分3R終了 判定3-0                           | UFC 303: Pereira vs. Procházka 2             | 2024年6月29日  |
| ×    | ナッソーディン・イマボフ | 5分5R終了 判定0-2                           | UFC Fight Night: Dolidze vs. Imavov          | 2024年2月3日   |
| ×    | マーヴィン・ヴェットーリ | 5分3R終了 判定0-3                           | UFC 286: Edwards vs. Usman 3                 | 2023年3月18日  |
| ○    | ジャック・ハーマンソン   | 2R 4:06 TKO（パウンド）                     | UFC on ESPN 42: Thompson vs. Holland         | 2022年12月3日  |
| ○    | フィル・ハウズ           | 1R 4:09 KO（スタンドパンチ連打）            | UFC Fight Night: Kattar vs. Allen            | 2022年10月29日 |
| ○    | カイル・ドーカス         | 1R 1:13 KO（左膝蹴り→パウンド）             | UFC on ESPN 37: Kattar vs. Emmett            | 2022年6月18日  |
| ○    | ラウレアノ・スタロポリ   | 5分3R終了 判定3-0                           | UFC Fight Night: Rozenstruik vs. Sakai       | 2021年6月5日   |
| ×    | トレヴィン・ジャイルズ   | 5分3R終了 判定0-3                           | UFC on ESPN 21: Brunson vs. Holland          | 2021年3月20日  |
| ○    | ジョン・アラン           | 5分3R終了 判定2-1                           | UFC on ESPN 19: Hermansson vs. Vettori       | 2020年12月5日  |
| ○    | カディ・イブラギモフ     | 1R 4:15 TKO（左ハイキック→パウンド）        | UFC Fight Night: Figueiredo vs. Benavidez 2  | 2020年7月18日  |
| ○    | ミハル・パステルナク     | 3R 3:00 KO（左バックハンドブロー→パウンド） | WWFC 13 【WWFCライトヘビー級タイトルマッチ】 | 2018年12月18日 |
| ○    | エデル・デ・ソウザ       | 2R 3:36 KO（右フック）                      | WWFC 11 【WWFCライトヘビー級王座決定戦】     | 2018年6月16日  |
| ○    | アミルアリ・ジョロエフ   | 1R 3:34 TKO（パウンド）                     | WWFC 9                                       | 2017年12月14日 |
| ○    | イリャス・アブドゥラエフ | 1R 1:21 リアネイキドチョーク                | WWFC 7                                       | 2017年6月14日  |
| ○    | レミ・デルカンペ         | 1R 0:56 ヒールフック                        | WWFC: Cage Encounter 6                       | 2017年3月29日  |
| ○    | アレクサンドル・コフベル | 1R 0:42 ヒールフック                        | RFP 53: West Fight 23                        | 2016年12月9日  |

## 獲得タイトル

### 総合格闘技
- WWFCミドル級王座（2018年）

### グラップリング
- グラップリング世界選手権 優勝
- アブダビコンバット アジア&オセアニア選手権 99kg級 優勝

## 表彰
- UFC パフォーマンス・オブ・ザ・ナイト（3回）